# Dericorythidae
Dericorythidae zijn een familie van rechtvleugelige insecten die behoren tot de kortsprietigen. De familie werd voor het eerst wetenschappelijk gepubliceerd door Jacobson & Bianchi in 1902 - 1905.
De soorten binnen de familie komen voor in Azië en het noorden van Afrika.

## Taxonomie
De familie telt 22 geslachten:
- Onderfamilie Conophyminae Mishchenko 1952
  - Geslachtengroep Bienkoini Li & Yin, 2009
    - Geslacht Bienkoa Mishchenko, 1950
    - Geslacht Tarbaleus Brunner von Wattenwyl, 1898

  - Geslachtengroep Conophymini Mishchenko, 1952
    - Geslacht Conophyma Zubovski, 1898
    - Geslacht Tarbinskia Mishchenko, 1950
    - Geslacht Conophymopsis Huang, 1983

  - Geslachtengroep Genimenini Li & Yin, 2009
    - Geslacht Eokingdonella Yin, 1984
    - Geslacht Eozubovskya Li & Yin, 2009
    - Geslacht Genimen Bolívar, 1917
    - Geslacht Gibbitergum Zheng & Shi, 1998
    - Geslacht Guizhouacris Yin & Li, 2006
    - Geslacht Qinlingacris Yin & Chou, 1979
    - Geslacht Rhinopodisma Mishchenko, 1954

  - Geslachtengroep Plotnikovini Li & Yin, 2009
    - Geslacht Anepipodisma Huang, 1984
    - Geslacht Plotnikovia Umnov, 1930
- Onderfamilie Dericorythinae Jacobson & V.L. Bianchi 1902-1905
  - Geslacht Anamesacris Uvarov, 1934
  - Geslacht Bolivaremia Morales-Agacino, 1949
  - Geslacht Dericorys Serville, 1838
  - Geslacht Farsinella Bei-Bienko, 1948
  - Geslacht Pamphagulus Uvarov, 1929
- Onderfamilie Iranellinae Mishchenko 1952
  - Geslachtengroep Iranellini Mishchenko 1952
    - Geslacht Iranella Uvarov, 1922
    - Geslacht Iraniobia Bei-Bienko, 1954
    - Geslacht Iraniola Bei-Bienko, 1954